# Langfurth
Langfurth – miejscowość i gmina w Niemczech, w kraju związkowym Bawaria, w rejencji Środkowa Frankonia, w regionie Westmittelfranken, w powiecie Ansbach. Leży około 24 km na południowy zachód od Ansbachu, nad rzeką Sulzach.

## Dzielnice
W skład gminy wchodzą następujące dzielnice: 
- Ammelbruch
- Dorfkemmathen
- Langfurth
- Matzmannsdorf
- Neumühle
- Oberkemmathen
- Sägmühle
- Schlierberg
- Stöckau